# Yang Liwei
Yang Lìwei (chinês simplificado: 杨利伟, pinyin: Yáng Lìwěi) (Suizhong, junho de 1965) é um ex-taikonauta e foi o primeiro chinês no espaço. O lançamento de sua nave Shenzhou 5, em 15 de outubro de 2003, fez com que a República Popular da China se tornasse o terceiro país a enviar pessoas ao espaço por seus próprios meios.

## Biografia
Filho de uma professora e de um contador e casado com uma oficial do Exército de Libertação Popular, Yang graduou-se em Ciências e cursou a Escola de Aviação da Força Aérea Chinesa, integrando a aeronáutica até a patente de tenente-coronel. Aos 38 anos, somava 1 350 horas de voo como piloto de caça ao se juntar ao programa espacial chinês.
Começou seu treinamento como taikonauta em 1998 e foi selecionado para o grupo final de quatorze taikonautas, que participaram de duros treinamentos técnicos, físicos e psicológicos por cinco anos, e dos quais um seria escolhido para voar na primeira missão tripulada. Antes de seu lançamento, quase nada havia sido tornado público pelas autoridades sobre os candidatos chineses a taikonautas. Sua seleção para o voo inaugural só foi divulgada à imprensa no dia anterior ao voo.

### História
Um homem que sonhava em ser astronauta desde criança, Yang Liwei subiu ao espaço em 15 de outubro de 2003, 01h00 UTC, a bordo da Shenzhou 5, da Centro de Lançamentos de Satélites de Jiuquan, no interior da China, no Deserto de Gobi.

Yang Liwei a bordo da Shenzhou 5, com as bandeiras da China e da ONU, a primeira vez que a bandeira das Nações Unidas foi ao espaço.

Durante os primeiros 120 segundos de voo, Yang reportou à Terra uma quantidade anormal de vibrações na estrutura da nave, descrevendo-a como "muito desconfortável". Como consequência, medidas foram tomadas para corrigir o problema no desenho do foguete Longa Marcha 2F para a próxima missão, a Shenzhou 6. Durante toda a jornada de 21 horas, ele esteve em comunicação constante com o Centro de Jiuquan reportando a sua situação. Durante a oitava órbita, ele falou com sua mulher na Terra, dizendo que "tudo está bem, não se preocupe". No meio da viagem, a televisão estatal chinesa transmitiu imagens de Yang acenando com uma bandeira da China e uma da ONU em cada mão.
Ele comeu pacotes especialmente concebidos de carne de porco desfiada com alho, frango Kung Pao e arroz. A imprensa chinesa divulgou que Yang portava na cápsula uma faca, uma pistola e uma tenda, caso aterrissasse no local errado.
A cápsula deu quatorze voltas em órbita da Terra, cobrindo mais de 600 mil km e desceu de pára-quedas na Mongólia Interior às 06h30 CST (Hora de Pequim) - (22h00 UTC) em 16 de outubro de 2003 e quinze minutos depois era congratulado pelo premier chinês Wen Jiabao. As imagens transmitidas pela tv estatal dele com sangue nos lábios quando foi retirado da cápsula, espalharam rumores de que o pouso havia sido muito duro, confirmado depois pelo pessoal de apoio presente na área de pouso.
Recebido como herói nacional, Yang visitou Hong Kong e Macau dias após, fazendo palestras e trocando experiências sobre seu voo. Promovido a coronel logo após a missão -  e a major-general em 2008 -  em 7 de novembro ele recebeu o título de "Herói Espacial" das mãos do ex-presidente da República Popular da  China e Chefe da Comissão Militar Central Jiang Zemin. Também foi condecorado pela Rússia com a Medalha Gagarin. O asteróide 21064 Yangliwei foi batizado em sua homenagem.
Yang relatou posteriormente que enquanto esteve no espaço, ouviu sons estranhos em sua nave, similares a marteladas. Não se sabe o que provocou esses barulhos, mas especula-se que possam estar relacionados à contração ou dilatação térmica dos componentes da Shenzhou, ou algum objeto grudado à nave.